# 谷口夢奈
谷口 夢奈（たにぐち ゆな、8月17日 - ）は、日本の女性声優。大阪府出身。アーツビジョン所属。

## 経歴
声優になるための道に進もうと、母に演技の勉強ができる高校に進学したいと相談したところ、「高校は普通科に通って」と言われ、高校1年生の頃に高校卒業後に専門学校に通うことを考えていた時、同級生から高校生でも通える養成所を教えてもらい、高校2年生の頃に高校に通いながら学べる日本ナレーション演技研究所に入所。本科終了後に受けた所内オーディションに合格し、アーツビジョンに所属。
2014年1月に『ロボットガールズZ』のグロマゼンR9役でデビューを果たした。2019年には『あひるの空』の七尾奈緒役で初めてテレビアニメにてメインキャラクターを演じた。

## 人物
方言は関西弁。
趣味・特技はカラオケ、ヘアアレンジ、暗算。
声優になろうと思ったきっかけは、中学時代に『ふしぎ遊戯』を見て、愛と命の大切さを知って感動し「声優にならなきゃ！」と思ったからだという。
事務所の同期には、濱野大輝、新田ひより、武藤志織がいる。
「ぽよ」というあだ名があり、同じ事務所の下田麻美につけてもらったという。

## 出演
太字はメインキャラクター。

### テレビアニメ
2014年
- しまじろうのわお!（光の玉3、ドンザブロウ、カッコウロボット、ウキ）
- ロボットガールズZ（グロマゼンR9）
- 黒執事 Book of Circus（オレンジ売りの少女）
- オオカミ少女と黒王子（女生徒、ファミレス店員、カップル女性、女性客）

2015年
- デス・パレード（高田舞〈幼少〉）

2016年
- ドラえもん（テレビ朝日版第2期）（ウェイトレス）

2017年
- アクションヒロイン チアフルーツ（桃姫）
- アイドルマスター SideM（女子）
- Code:Realize 〜創世の姫君〜（エティ）

2018年
- ガンダムビルドダイバーズ（マスダイバー）
- ハッピーシュガーライフ（バイト女子、朧木れいか）

2019年
- サークレット・プリンセス（杉浦日和）
- あひるの空（2019年 - 2020年、七尾奈緒）

2021年
- ましろのおと（山野桜）
- ふしぎ駄菓子屋 銭天堂（同級生）

2022年
- 賢者の弟子を名乗る賢者（ユーリカ）
- カッコウの許嫁（クラスメイトB、クラスメイトA）
- ぷにるんず（2022年 - 2025年、ゆか） - 3シリーズ
- アイドリッシュセブン Third BEAT!（女性A）

2023年
- 弱虫ペダル LIMIT BREAK（観客）
- うる星やつら (2022)（女子高生）
- アリス・ギア・アイギス Expansion（下落合桃歌）

2025年
- 華Doll*-Reinterpretation of Flowering-（生徒）
- よふかしのうた Season2（佐野）
- カラオケ行こ!（京子）

### 劇場アニメ
- 台風のノルダ（2015年、ヨワムシ）
- 劇場版 誰ガ為のアルケミスト（2019年、アマネ）
- デジモンアドベンチャー LAST EVOLUTION 絆（2020年、モルフォモン）

### OVA
- アリス・ギア・アイギス 〜ドキッ！アクトレスだらけのマーメイドグランプリ♡〜（2021年、下落合桃歌[19]） - OVA視聴用QRコード同梱商品

### Webアニメ
- ベイブレードバースト（2020年 - 2022年、音声、メイド、ブレーダー、マリア、加茂ヒロシ） - 2シリーズ[一覧 2]

### ゲーム
2014年
- リネージュII（ヒス、ラニ、ニキータ、イブニング、汎用4）
- ロボットガールズZ ONLINE（グロマゼンR9）
- 合成RPG 魔女のニーナとツチクレの戦士（祭司エピカ、アイシャ、溶解魔道士アイシャ）
- 海賊ファンタジア（シャローナ、テフィ、ペティ、サニ）
- 戦場のウェディング（魔法子女アンナ、キトリ、ティマ、オレット、モナ、ティルラ）
- ヴィーナスダンジョン（墨子、劉邦、許褚）
- 激突!ブレイク学園（亀井尚子、玄武ランナー・亀井尚子、彩流夢降代、アイドル命・彩流夢降代、道家笑、マッドピエロ・道家笑、壺川ろくろ、名匠・壺川ろくろ）

2015年
- 真・三國無双7 Empires（エディット女・可憐3、エディット女・勝気4）※ダウンロードコンテンツ
- ミリ姫大戦（ウォルターズ、オルリック、バッハ）
- 部活少女バトル（小井田優多、望月初芽、横山天観）
- ロイヤルフラッシュヒーローズ（メイベル、"ママのハンマー"メイベル・ボット）
- 黒蝶のサイケデリカ（タクヤ、お面の少女）
- ブレイブソード×ブレイズソウル（フレイムハリアー、ラブリュス）
- 刻のイシュタリア（燈祭のイグニス、オファイラ、ボゼイラ）
- 天空のクラフトフリート（ヴァネッサ、バニラ、エルヴィ）
- 白猫プロジェクト（ミレイユ・ラーナー、ペンタ、ミーチャ）
- 幻獣姫（デーモン）
- モン娘☆は〜れむ（カゲツ）

2016年
- クイズRPG 魔法使いと黒猫のウィズ（2016年 - 2025年、ミレイユ・ラーナー、ピュアメア、リピュア・アラト）
- モンスター娘のいる日常オンライン（シトリー･メディア・シノッチャ）
- レムリア 〜Strada Of Chain〜（シャナ、レイチェル）
- ソウルワーカー（エノック）
- トリックスター 召喚士になりたい（リンシャオ）
- With Your Memories 〜あの瞬間をいつまでも〜（高咲彩香）
- 編隊少女 -フォーメーションガールズ-（クリスチーナ・ピメノヴァ）
- ソードアート・オンライン -コード・レジスタ-（ヒカリ）
- 白猫テニス（アヤ、ミレイユ・ラーナー）
- 幻獣契約クリプトラクト（エレナ、エステル）
- ゆのはなSpRING!〜Cherishing Time〜（河野たまき）
- 陰陽おとぎソール（村正、ミョルニル、竜田姫）
- ぐるぐる召喚マジカルギア（療機娘キュアリー）
- ミラクルニキ（スー、めだか先生）

2017年
- 逆転オセロニア（小喬）
- 天華百剣 -斬-（狐ヶ崎為次）
- エターナルリンケージ〜蒼穹のアムネシア〜（セーラ）
- グランドサマナーズ（リアン）
- 神式一閃 カムライトライブ（記者）

2018年
- アリス・ギア・アイギス（2018年 - 2024年、下落合桃歌）
- LOST TRIGGER（アイシャ）
- 放置少女〜百花繚乱の萌姫たち〜（荀攸）
- 温泉むすめ ゆのはなこれくしょん（白浜帆南美）
- ぎゃる☆がん2（玉前なな子）
- スマッシュ＆マジック（アナスタシア）
- WAR OF BRAINS（ピーナッツバター）
- 誰ガ為のアルケミスト（アマネ）
- 恒星少女 -Do The Scientists Dream of Girls'Asterism?-（ヌンキ）
- 刀使ノ巫女 刻みし一閃の燈火（森下きひろ）

2019年
- ノラと皇女と野良猫ハート2（オルカ）

2020年
- モンスターハンター ライダーズ（ナルガテール、シエル）
- 共闘ことばRPG コトダマン（2020年 - 2024年、スワンピエル、ウメダーグ〈ククルゥ〉、ゆめみえる、ソムンクルス、ブトーキャンプ、エスプリェオタード）

2021年
- SAMURAI SPIRITS（チャムチャム） - DLC追加キャラクター
- エンゲージソウルズ（ココア）
- ドラゴンクエストX 天星の英雄たち オンライン（スープル、ストルー、ランジュール、祈願の神殿の客1）

2022年
- ミコノート はれときどきけがれ（マカミ）

2023年
- グリム・ガーディアンズ デーモンパージ（玉前なな子）
- えとはなっ!～干支っ娘・花札バトル～（猪坂摩利）

2024年
- カルドアンシェル（玉前なな子、ネジタマ）

### デジタルコミック
- 僕のヒーローアカデミア（2015年、緑谷出久〈幼少期〉[13]）
- 嘘つき騎士と夢見草[55]（2016年、ルーナ、リリア）
- RIRIA -伝説の家政婦-（2020年、八乙女りりあ[56]）

### ドラマCD
2014年
- ロボットガールズZ「第1回機械獣ガールズ総選挙」（グロマゼンR9）※BD&DVD第1巻特典

2015年
- あの娘にキスと白百合を（陸上部員）
- 空から女の子が降ってきて眠れないCD（ハル）
- ちびトラさんの大冒険（メスリス）
- ワルイ王子でもスキ（ルカ、女子生徒）

2018年
- 砂漠のハレム（ミーシェ）

### ラジオ番組
※はインターネット配信。
- ロボットガールズZ ラジオでも応援し隊（2014年2月19日 - 4月29日、ニコニコ動画※）
- MFカフェ文庫Jあらいぶ!!（2014年9月25日 - 2015年3月25日、youtube※・ニコニコ動画※）※アシスタント
- まき、なつみ、ゆなの眠れないラジオ（2015年9月7日 - 2016年7月5日、ニコニコ動画※）

### ナレーション
- 栃木県子ども総合科学館 お届け！宇宙トッキュー便（キュートン、ステラ）
- 湘南台文化センター あの星をとりたーい！〜星空写真教室基礎編〜（カメラ好きな女の子）
- 一番くじ ワンピース〜ガルチュー!!ゾウの国〜

### 雑誌
- 声優グランプリ4月号付録「新人声優NOTEBOOK2015」（主婦の友社、2015年3月10日発売）[59]

### 映像商品
- 温泉むすめ 3rd LIVE “NOW ON☆SENSATION!! Vol.3”〜ワイワイワッチョイナ!!〜（2018年12月）[60]

### その他コンテンツ
- 温泉むすめ（白浜帆南美）
- 超速戦姫ヴァルキリータ→ン（タマーラ・アリア・瑞江・アンドロポポフ）

## ディスコグラフィ

### キャラクターソング
| 発売日         | 商品名                        | 歌                                                                                               | 楽曲                                | 備考                                                                                    |
| -------------- | ----------------------------- | ------------------------------------------------------------------------------------------------ | ----------------------------------- | --------------------------------------------------------------------------------------- |
| 2017年10月4日  | LUSH STAR☆                    | LUSH STAR☆                                                                                       | 「LUSH STAR☆」 「恋と名付けたもの」 | 『温泉むすめ』関連曲                                                                    |
| 2019年4月17日  | 百華繚乱                      | 加州清光（桑原由気）、瓶割刀（高野麻里佳）、狐ヶ崎為次（谷口夢奈）、三十二年式軍刀甲（鬼頭明里） | 「GO DIVE!」                        | ゲーム『天華百剣 -斬-』関連曲                                                           |
| 2023年11月29日 | 愛じゃなくちゃ / ココロふわり | 下落合桃歌（谷口夢奈）                                                                           | 「愛じゃなくちゃ」                  | OVA『アリス・ギア・アイギス 〜ドキッ！アクトレスだらけのマーメイドグランプリ♡〜』挿入歌 |